# Plozker Bibel

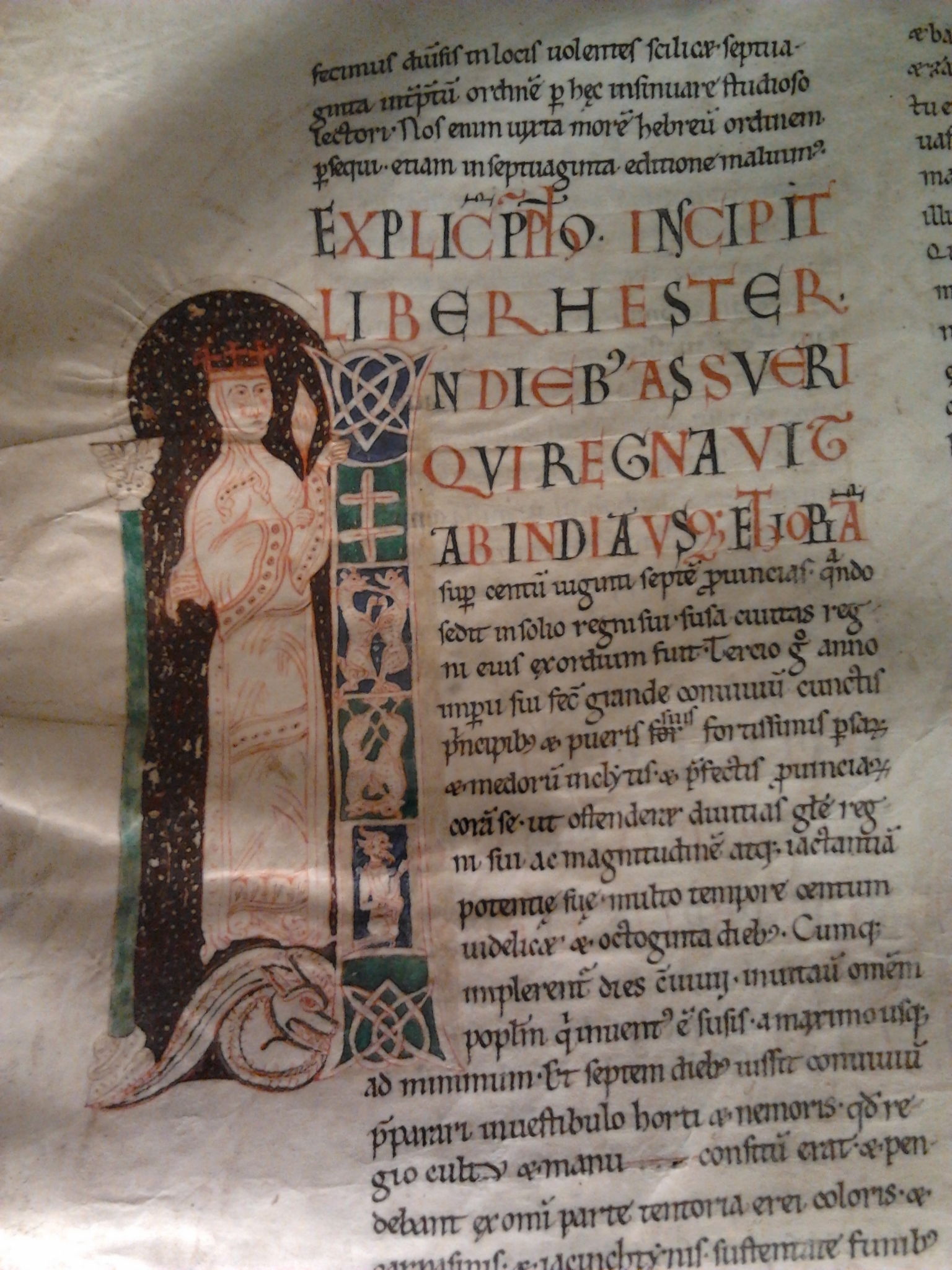
Seite der Handschrift

Die Plozker Bibel (polnisch Biblia płocka) ist eine Bibel aus der ersten Hälfte des 12. Jahrhunderts. Sie entstand in Frankreich. Der Codex befindet sich heute im Diözesanmuseum Płock in Płock, Polen.

## Beschreibung
Das Buch besteht aus 270 Papierblättern, ist reichlich koloriert und mit goldenen Großbuchstaben geschrieben. Es enthält die lateinische Vulgata von Hieronymus.

## Geschichte
Die Plozker Bibel wurde in Frankreich in der ersten Hälfte des 12. Jahrhunderts geschaffen. Sie kam 1129 mit Bischof Alexander von Płock nach Polen, wo sie zunächst dem Domkapitel des Bistums Płock gehörte. Anfang des 20. Jahrhunderts kam sie an das Diözesanmuseum. Im Zuge des Zweiten Weltkriegs kam sie zunächst nach Königsberg und dann nach Göttingen. Seit 1977 befindet sie sich wieder im Diözesanmuseum Płock.